# After Dark
After Dark (アフターダーク, Afutā Dāku) és una novel·la de l'autor japonés Haruki Murakami publicada per primera vegada l'any 2004 en japonés i traduïda al català l'any 2008.

## Sinòpsi

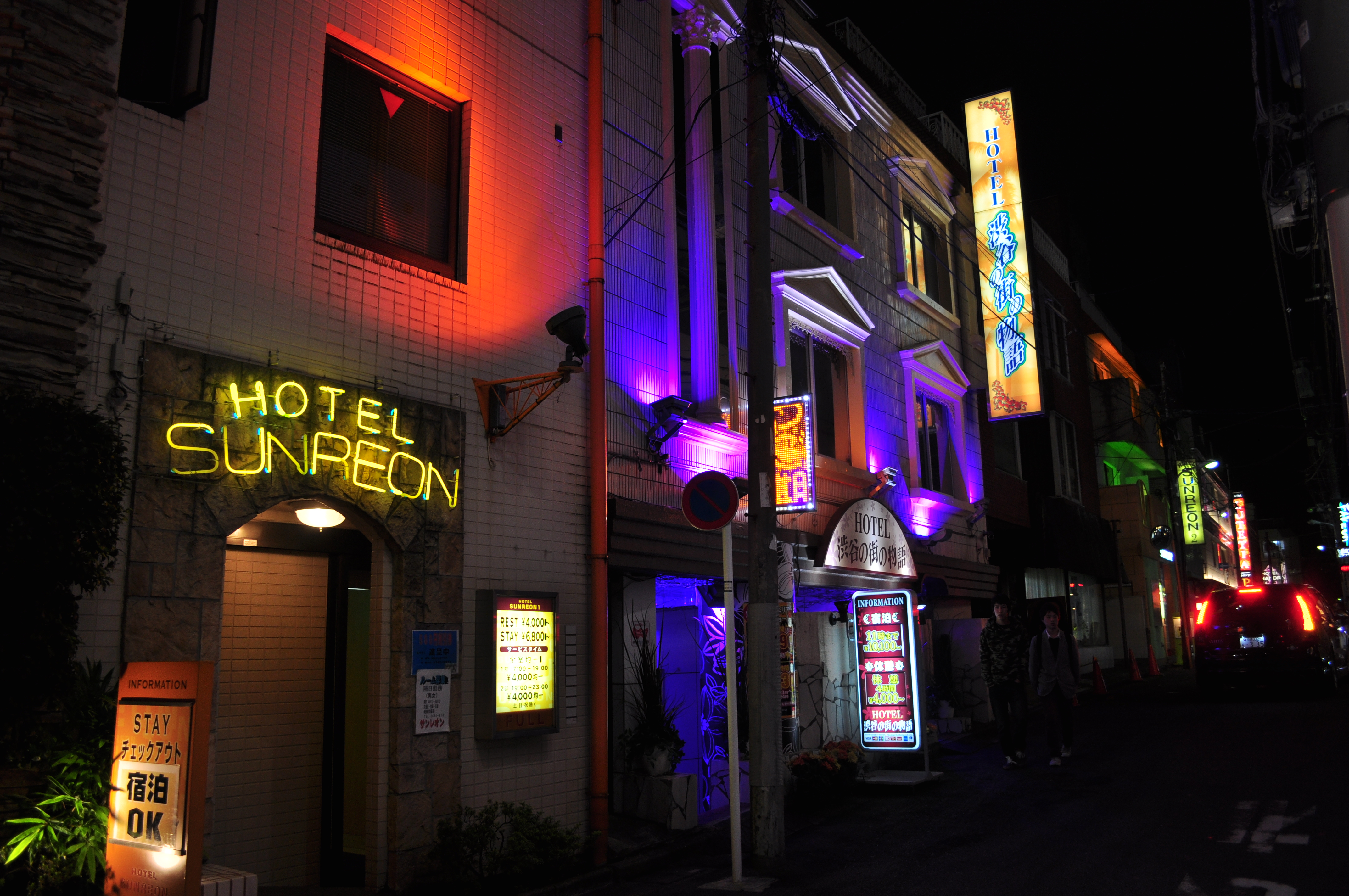
Love Hotels a Shibuya com el que apareix a la història

S'acosta la mitjanit en un restaurant desangelat que obre tota la nit; la Mari beu un cafè a poc a poc i llegeix una novel·la. Només interromp la lectura per veure com un jove s'asseu a la seva taula: és en Takahashi, un amic de la seva germana que toca en un grup de jazz i l'ha reconeguda. Tots dos han perdut l'últim tren i han de passar la nit fora de casa: en Takahashi assajarà fins que surti el sol, i a la Mari ja li està bé seure al bar, llegir, fumar i beure cafè fins que surti el primer tren del matí. A casa, la germana de la Mari, l'Eri, dorm profundament des de fa dos mesos, talment una bella dorment. A fora, les llums de neó il·luminen la nit i en les pauses de les converses es palpa l'ànim boirós de l'insomni. És de nit i les possibilitats són infinites.

## Personatges
- Nosaltres (私たち, Watashitachi)

Personatge omniscent que veu els esdeveniments de l'obra des d'un pla exterior i que es pretén que represente el lector.
- Mari Asai (浅井マリ, Asai Mari)

Estudiant de fiologia xinesa de 19 anys. Protagonista de la novel·la i germana d'Eri Asai.
- Eri Asai (浅井エリ, Asai Eri)

Model fotogràfica. Germana de Mari Asai i coneguda llunyana de Takahashi.
- Tetsuya Takahashi (高橋, Takahashi)

Estudiant i concertista de trombó el qual vol deixar els seus estudis musicals per començar a estudiar dret. És conegut d'Eri Asai.
- L'home sense rostre (顔のない男, Kao no nai otoko)

Estrany home sense rostre que el narrador omniscent (nosaltres) veu a través de la televisió de la cambra d'Eri.
- Kaoru (カオル)

Una practicant de lluita lliure retirada i que treballa com a gerent del love hotel Alphaville.
- Kōrogi (コオロギ)

Antiga office lady i actual treballadora de l'hotel Alphaville. Parla en dialecte de Kansai, propi de la regió homònima.
- Komugi (コムギ)

Treballadora de l'hotel Alphaville.
- La prostituta xinesa (中国人の女の子, Chūgokujin no onna no ko)

De nom real Guo Dong Li (郭冬莉) és una xica jove de nacionalitat xinesa agredida per Shirakawa a l'Alphaville'.
- L'home de la moto (バイクの男, Baiku no otoko)

Adlàter del proxeneta de la xica xinesa. Condueix una moto Honda de gran cilindrada.
- Shirakawa (白川)

Oficinista assalariat que maltracta la prostituta xinesa a l'hotel Alphaville.

## Edició en català
L'obra ha estat publicada i editada en català per l'editorial Empúries dins de la col·lecció "Empúries Narrativa" l'any 2008 amb traducció d'Albert Nolla Cabellos. L'ISBN de l'obra en català és: 978-84-9787-337-6. L'any 2012, l'editorial labutxaca, del mateix grup, fa una edició econòmica.